# ゼップ・ヘルベルガー
ゼップ・ヘルベルガー（Josef "Sepp" Herberger, 1897年3月28日 - 1977年4月28日）は、ドイツ・マンハイム出身の元同国代表サッカー選手、サッカー指導者。
ドイツサッカーの発展に尽くしたドイツサッカー生みの親と呼ばれる人物である。第二次世界大戦後の荒廃の中、指導者の育成に尽力し、デットマール・クラマーやヘネス・バイスバイラーといった日本に縁のある人物を始め、数多くの指導者を生み出すと共に多大な影響を与えた。

## 経歴
1919年から地元マンハイムのチームで選手として活動し、1921年からはドイツ代表にも選ばれて3試合に出場、2得点を挙げた。
現役引退後の1932年、ドイツ代表コーチに就任。1936年のベルリンオリンピックでベスト8入りし、大会終了後に監督に就任。1938年のワールドカップ（W杯）フランス大会ではベスト16だったが、1942年に第二次世界大戦の影響により代表チームの活動を停止した。ナチス・ドイツ時代には他のスポーツ関係者たちと同様にナチ党に入党しており、ベルリンオリンピックにおけるプロパガンダ政策に協力したことで戦後に占領軍から追及を受けた。
1949年にケルン体育大学で指導者養成過程の責任者を務め、1950年、ドイツサッカー協会の国際サッカー連盟復帰が承認され、西ドイツ代表監督の座に戻った。
1954年、W杯スイス大会優勝。この大会では優勝候補だったハンガリー代表を決勝戦で下した。このエピソードは「ベルンの奇跡」と賞賛された。1958年のスウェーデン大会4位、1962年のチリW杯ではベスト8に入った。1964年に代表監督を辞任。
1977年、肺炎により死去。80歳没。

## 選手経歴
- 1919 - 1921 :  SVヴァルトホーフ・マンハイム
- 1921 - 1926 :  VfRマンハイム
- 1926 - 1930 :  テニス・ボルシア・ベルリン

## 指導者経歴
- 1930 :   テニス・ボルシア・ベルリン
- 1932 - 1936 :  ドイツ代表　コーチ
- 1936 - 1942 :  ドイツ代表
- 1950 - 1964 :  西ドイツ代表
- 1949 - 1964 :  ケルン体育大学 教授